# Tramvajová smyčka Nádraží Podbaba

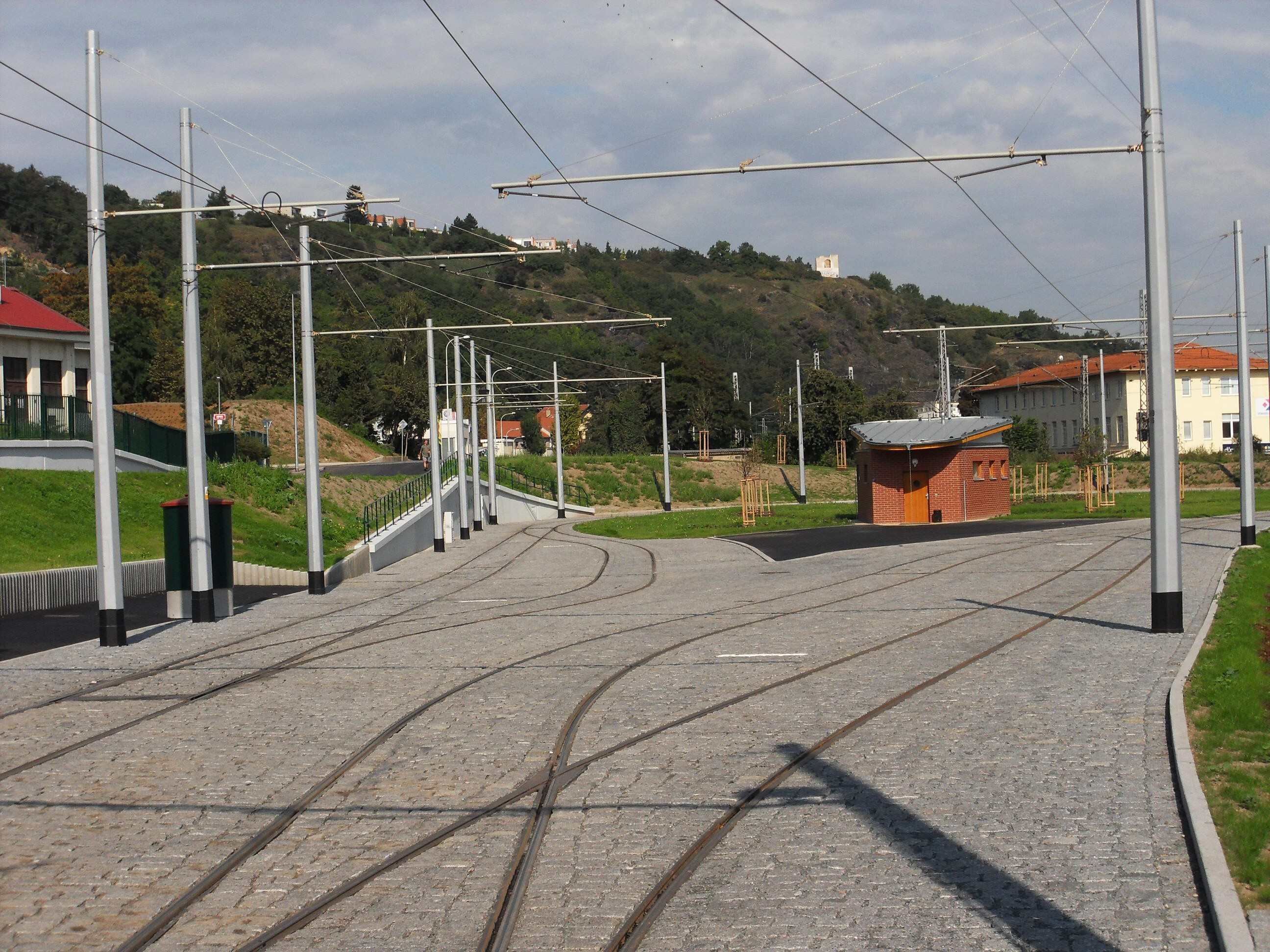
Tramvajová smyčka Nádraží Podbaba

Tramvajová smyčka Nádraží Podbaba ukončuje pražskou tramvajovou trať z Vítězného náměstí k Nádraží Podbaba. Je situována v oblasti mezi ulicemi Pod Paťankou a Podbabská, jižně od železniční trati Praha – Kralupy nad Vltavou. S její výstavbou se začalo na konci roku 2010 a otevřena byla společně s prodloužením tramvajové trati ze stávající smyčky Podbaba dne 31. srpna 2011.
Od svého otevření se jmenovala Podbaba, ale 30. srpna 2014 byla v souvislosti se zahájením provozu železniční zastávky Praha-Podbaba přejmenována na Nádraží Podbaba.

## Popis
Je postavena jako jednosměrná a jednokolejná. Možnost odstavování a míjení tramvají je zajištěna předjízdnou kolejí za vjezdem a další předjízdnou kolejí před výjezdem. Výstupní a nástupní zastávky jsou zřízeny přímo v Podbabské ulici.

## Provoz
Ve smyčce je (k 26. květnu 2024) v denním provozu zakončena linka 8 (ve směru od Starého Hloubětína) a linka 18 (ve směru od Vozovny Pankrác). V nočním provozu není smyčka využívána, neboť oblast obsluhují autobusové linky 902, 909 a 954.